# 二色の浜海水浴場
二色の浜海水浴場（にしきのはまかいすいよくじょう）は、大阪府貝塚市澤にある海水浴場。二色の浜公園の中央（沢）エリアに位置する。付近には、天然温泉 虹の湯や大阪府赤十字血液センター南大阪事業所（献血可）などがある。松林は大阪みどりの百選に選定されている。
2024年には国際NGO FEE（国際環境教育基金）が実施するビーチ・マリーナ・観光船舶を対象とした世界で最も歴史ある国際環境認証「ブルーフラッグ」を大阪で初めて認証取得し国際基準のビーチとして海水浴場を開設する。

## 概要
7月1日〜8月31日まで営業している。駐車場は約2,000台分の収容能力がある（有料）。バーベキューやマリンスポーツ（禁止区域あり）も可能。